# Chiến tranh Emu
Chiến tranh Emu, cũng gọi là Chiến tranh Emu vĩ đại, là một chiến dịch quân sự nhằm giảm số lượng đà điểu Emu được thực hiện ở Úc vào cuối năm 1932 để giải quyết mối lo ngại của công chúng về số lượng đà điểu Emu phá hoại mùa màng ở Campion thuộc Wheatbelt của Tây Úc. Trước đó người ta đã áp dụng các biện pháp nhằm hạn chế số lượng loài đà điểu Emu này nhưng không thành công, nên quân đội Australia đã điều động binh lính thuộc Pháo binh Hoàng gia Úc được trang bị  Lewis thực hiện chiến dịch tiêu diệt emu, khiến giới truyền thông gọi chiến dịch này "chiến tranh Emu". Mặc dù chiến dịch đã tiêu diệt nhiều 986 cá thể đà điểu Emu và làm bị thương 2500 con, nhưng quần thể emu vẫn tồn tại và tiếp tục tàn phá mùa màng.